# كلير إيغن
كلير إيغن (بالإنجليزية: Claire Eagan)‏ هي قاضية ومحامية أمريكية، ولدت في 1950 في ذا برونكس في الولايات المتحدة.